# Synidotea marplatensis
Synidotea marplatensis är en kräftdjursart som beskrevs av Giambiagi 1922. Synidotea marplatensis ingår i släktet Synidotea och familjen tånglöss. Inga underarter finns listade i Catalogue of Life.